# Matías Jurado
Matías Jurado (c. 1987) es un criminal, homicida convicto y presunto asesino serial argentino que fue arrestado en agosto de 2025 bajo las sospechas de haber cometido por lo menos 5 asesinatos. Es conocido en su barrio con el apodo de "El machetero" por su costumbre de siempre caminar por las calles armado con un machete, y tras su arresto, como "El coleccionista de huesos".

## Vida privada
Matías Jurado era una persona conocida en el barrio de Alto Comedero, situado en la ciudad de San Salvador de Jujuy, donde residía desde inicios de la década del 2000. Fue descrito por sus vecinos y familiares como una persona extremadamente violenta y agresiva, que solía agredir y robar repetidamente a los vecinos de la zona. Según relatos de conocidos, Jurado siempre llevaba consigo uno o dos machetes con los cuales amenazaba a cualquiera que se encontrara por la calle, así como a los niños que se atrevían a jugar en la vereda de su casa. Por esto era conocido como el "Machetero".
En 2004, con tan solo 17 años, fue arrestado por el homicidio de Hugo Gutiérrez, vecino de 18 años. Al ser menor de edad, fue liberado en 2014 tras cumplir solo 10 años de condena. En 2017 fue arrestado nuevamente por robo agravado, y en 2018 por amenazas con arma. Por esta última acusación fue condenado a 3 años y liberado en 2020.

## Caso
El 25 de julio de 2025, desapareció el indigente Jorge Anachuri, de 68 años. Se pudieron recuperar imágenes de una cámara de seguridad donde se veía a Anachuri subir a un taxi junto a un desconocido. El taxista llevó a los policías hacia la casa de Jurado, situada en el barrio de Alto Comedero. Durante el allanamiento efectuado el 2 de agosto, los agentes descubrieron huesos humanos, fragmentos de piel y ropa dispersos por toda la casa. Tras un segundo peritaje en la escena del crimen, también encontraron huesos, sangre, trozos de piel e incluso una nariz dentro del baño.
Jurado vivía con su sobrino de 16 años, quien le contó a las autoridades que su tío solía traer a hombres a la casa los días viernes para beber alcohol, tras lo cual Jurado le decía que se fuera porque "iba a pasar algo malo". Según su relato, después de completar los asesinatos desmembraba los cuerpos y los enterraba en el patio o los arrojaba en un basural cercano.
El 5 de agosto de ese año, durante otra serie de peritajes, y siguiendo el relato de su sobrino, las autoridades anunciaron que habían encontrado más restos humanos en un basural situado a metros de la casa.
Jurado declaró ser inocente.

## Posibles víctimas
El 5 de agosto de 2025, la fiscalía presentó formalmente la acusación contra Jurado ante el juez Gastón Mercau del Departamento de Justicia de Jujuy. Se concedió la solicitud de prisión preventiva de 120 días para asegurar el proceso investigativo. Ese mismo día, fue acusado formalmente por el asesinato de Jorge Anachuri, de 68 años.
Las autoridades también lo relacionan con las desapariciones de Juan Carlos González (60), Juan José Ponce (51), Miguel Ángel Quispe (60) y Sergio Alejandro Sosa (25). Las desapariciones datan desde el 11 de junio de 2025. Sin embargo, según su sobrino, Jurado asesinaba hombres desde mucho antes. Según otro familiar, escuchó durante una conversación en enero de 2025 que Jurado había "vuelto a matar". No se descartan que hayan más víctimas no identificadas.
Actualmente se encuentra recluido en la cárcel de Gorriti, en San Salvador de Jujuy.